# Louis Charles Laborde
Charles-Louis Laborde est un homme politique français né le 6 novembre 1833 à Pamiers (Ariège) et mort le 31 décembre 1910 à Foix.

## Biographie
Avocat à Foix depuis 1856, il est maire de Foix (1870-1871), conseiller général du canton de Foix (1871-1904) et président du conseil général de l'Ariège (1871-1877). Il est élu sénateur en 1879, mais démissionne dès 1880.